# Comunità delle Beatitudini
La Comunità delle Beatitudini è una comunità religiosa cattolica che si situa nel movimento di rinnovamento carismatico. Venne fondata nel 1973 in Francia da due coppie di amici, di cui tre all'epoca protestanti, che si sentirono chiamati a riesperire una vita di condivisione secondo il modello misto (laici e consacrati) della prima comunità cristiana, quella di Gerusalemme, descritta negli Atti degli Apostoli. A queste coppie si sono aggiunte in poco tempo molte altre persone con un'analoga specifica chiamata alla vita spirituale e carismatica.

## Storia
La Comunità nasce in Francia, con il nome originale Léon de Juda et Agneau Immolé, ovvero "Comunità del Leone di Giuda e dell'Agnello Immolato".
L'8 dicembre 2020 è stata riconosciuta come Famiglia Ecclesiale di Vita Consacrata dalla Congregazione per gli Istituti di Vita Consacrata e le Società di Vita Apostolica. Questa nuova forma di riconoscimento permette una grande comunione tra i tre rami della Comunità delle Beatitudini (consacrate, consacrati e laici) e al tempo stesso una autonomia che consente ad ognuno di sviluppare pienamente la propria vocazione specifica.

## Il carisma
Il carisma si basa proprio sulla "comunione degli stati della vita", la vita di tutti i giorni si svolge nella semplicità e nella condivisione in modo che i membri possano essere un popolo (di Dio) che cammina nell'unità verso il Regno dei Cieli.

## Il motto e l'apostolato
(Santa Teresa di Gesù Bambino)
Rivestendo l'amore tutte le vocazioni, la Comunità delle Beatitudini si impegna, nei luoghi dove si trova, a rispondere ai bisogni specifici, per questo motivo, sebbene l'organizzazione della vita comunitaria e di preghiera sia essenzialmente la stessa in tutte le case, non così è per gli apostolati che differiscono da luogo in luogo (ospedali, evangelizzazione, formazione, case editrici, vita eremitica, vita più contemplativa ecc.)
In tutte le case il ritmo di vita è scandito dal lavoro e dalla preghiera.

## Spiritualità e vocazione
La spiritualità è centrata sulla vita contemplativa, improntata sullo stile carmelitano, dalla quale sgorgano le altre dimensioni. Particolare attenzione viene posta alla liturgia, vissuta come un'anticipazione del Cielo. 
L'adorazione Eucaristica e la Santa Messa sono al centro dell'esperienza di Comunità, come un cuore che batte e senza il quale non ci può essere vita. Ogni membro si impegna a vivere la Santa Messa quotidiana e almeno un'ora di adorazione Eucaristica. La forte devozione mariana, la dimensione apostolica e missionaria, la solidarietà, la vita fraterna, sono i modi che la Comunità ha scelto per anticipare il Regno dei Cieli e il ritorno di Gesù nella Gloria.

## Sedi nel mondo
La Comunità delle Beatitudini è sparsa per tutta la terra e conta circa 1500 persone suddivise in 75 case in 35 paesi nei 5 continenti della terra.

### Italia
La Comunità delle Beatitudini è presente in Italia fin dai primi anni della sua fondazione, la prima casa è sorta a Monte Compatri in provincia di Roma.
Attualmente ci sono tre realtà, una presenza beatitudini del ramo laico a Bergamo in provincia di Bergamo e un'altra Presenza comunitaria composta dal ramo delle consacrate e dei laici a Erice in provincia di Trapani e un foyer composto dai tre rami a Noto in provincia di Siracusa. Esistono poi delle fraternità laiche esterne (Amici dell'Agnello) sparse sul territorio italiano.
La Comunità arriva in Sicilia, a Pettineo, circa venti anni fa, sotto la responsabilità di Emmanuel El Kaddar e della moglie Isabelle.

## Comunicato stampa del 15 novembre 2011
Padre Henry Donneaud, commissario pontificio nominato dalla Santa Sede, e il suo consiglio, composto da membri della comunità, hanno preso atto di alcuni fatti che concernono un ristretto gruppo di ex componenti della comunità. In un comunicato stampa da loro redatto, si evince che Ephraïm (Gérard) Croissant e altri ex membri (Pierre-Etienne Albert e Philippe Madre), sono stati accusati di abusi sessuali e sono stati espulsi dalla comunità delle beatitudini.